# Староанглийски език
Староанглийският език (наричан още англосаксонски) е стара форма на английския език, говорена в части от днешна Англия и Южна Шотландия от средата на V до средата на XII век. Той е западногермански език, сроден със старофризийския и старосаксонския. Близък е също до старонорвежкия и оттук – до съвременния исландски език. За разлика от съвременния английски език, староанглийският има богата морфология: поддържа няколко различни падежа – именителен, винителен, родителен, дателен и творителен, остатъци от които има само в няколко местоимения в съвременния английски. В староанглийския думите се пишат така, както се изговарят.
Староанглийският език не е статичен, употребата му обхваща период от около 700 години – от заселването на англосаксонците в Англия през V век до времето след норманското нашествие през 1066 г., когато езикът претърпява драстична промяна. Староанглийският приема някои черти на езиците, с които влиза в контакт – келтските езици и двата варианта на старонорвежкия. Това става по време на нашествията на викингите, които завладяват и управляват Дейнлоу в североизточната част на Англия.
Терминът староанглийски (Old English) невинаги е имал едно и също значение. Той е означавал например по-стария вариант на съвременния английски (езикът на Шекспир и езикът на английския превод на Библията – т. нар. Библия на крал Джеймс; този език сега се нарича ранен съвременен английски (Early Modern English). В някои по-стари издания на речника на Уебстър, например изданието от 1913 г. Old English се отнася за средноанглийския, използван в периода от 1150 г. до 1350 г., а по-старата форма на езика се нарича англосаксонски (Anglo-Saxon).  Архив на оригинала от 2006-02-11 в Wayback Machine.

## Германски произход
Най-важната формираща сила за староанглийския е неговото германско наследство в областта на лексиката, синтаксиса и граматиката, което той споделя със сродните си езици от континентална Европа. Някои от тези черти са специфични за семейството на западногерманските езици, към които спада и староанглийският; други са наследени от прагерманския език, от който се смята, че произхождат всички германски езици.
Въпреки че много от тези връзки с другите германски езици са засенчени от по-късни езикови влияния, особено от норманския френски, много от тях са останали и в съвременния английски език. Например съвременният английски израз Good day има ясна прилика със староанглийския Gódne dæg, със съвременния холандски Goeden dag и със съвременния немски Guten Tag.
Като другите западногермански езици от онзи период, староанглийският е напълно синтетичен език с пет падежа, запазени форми за двойствено число за обозначаване на групи от по два предмета в допълнение към формите за обикновеното единствено и множествено число. Освен това в староанглийския всички съществителни имена имат род, дори и онези, които означават неодушевени предмети, например: séo sunne (слънцето) е било в женски род, а se móna (луната) – в мъжки род.

## Латинско влияние
Влиянието на латинския върху староанглийския не трябва да се пренебрегва. Голям процент от образованото население (най-вече духовниците) са знаели латински, който по онова време е бил използван в Европа като международен език. Понякога е възможно да се датира приблизително навлизането на отделни латински думи в староанглийския въз основа на особеностите на езиковите промени, които са претърпели, макар че този метод невинаги е надежден. Има поне три периода на значително влияние от латинския. Първият е преди предците на саксонците да напуснат континентална Европа и се заселят в Англия. Вторият започва с покръстването на англосаксонците и с широкото разпространение на свещеници, говорещи латински. Обаче най-голямото нахлуване на думи от латински произход става след норманското нашествие през 1066 г., когато огромно количество думи от норманския френски (един от оил езиците) навлиза в староанглийския. Повечето от тези думи са произлезли от класическия латински, но има и значителен запас от норвежки думи, които навлизат или се обновяват с норманската си форма. Норманското нашествие на практика бележи края на староанглийския език и появата на средноанглийския.
Староанглийският език се променя и при преминаването от руническа азбука (позната и като англосаксонски фудорк) към латиница, което също е значителен фактор за натиск върху развитието на езика. Староанглийските думи се пишели, както се изговаряли; „немите букви“ в съвременния английски обаче често не съществуват в староанглийския. Например думата cniht (означаваща knight, рицар) на староанглийски се е изговаряла с твърдо начално „к“. Друг ефект от фонетичния принцип са колебанията в правописа: в него се отразяват фонетичните разлики между диалектите на различните книжовници, както и индивидуалният избор на правописни правила, който е различен при различните книжовници. Например, думата and се пишела или and, или ond.
Поради това староанглийският правопис е бил по-объркан от съвременния английски правопис. От друга страна, староанглийският правопис отразява някакво произношение, действително съществувало по онова време, докато за съвременния английски това не може да се каже. Повечето хора, изучаващи днес староанглийски, използват нормализирани варианти на правописа, като се запознават с различни правописни варианти, след като усвоят основите на езика.

## Викингско влияние
Вторият голям източник на заемки в староанглийския е старонорвежкият, който оказва влияние върху староанглийския по време на нахлуването на викингите през IX и X век. Освен големият брой топоними са заети предимно думи от основния речник и думи, отнасящи се до конкретни административни термини в Дейнлоу – областта под управлението на викингите, включваща обширни владения по източното крайбрежие на Англия и Шотландия. Старонорвежкият език, който говорели викингите, е родствен със староанглийския, понеже двата езика произлизат от един и същ германски език. Обичайно за смесването на различни диалекти, каквото настъпва в периоди на политическа нестабилност, е появата на опростен койне, като една теория твърди, че именно такова смесване на старонорвежкия и староанглийския е спомогнало за ускоряване на отпадането на падежните окончания в староанглийския. Доказателство за това е фактът, че опростяване на падежните окончания се появява най-рано в Северна, а най-късно – в Югозападна Англия (областта най-отдалечена от викингското влияние). Независимо дали тази теория е вярна, старонорвежкото влияние върху английския е изключително силно: чрез него в основния речник на английския са навлезли думи като sky (небе) и they (те).

## Келтско влияние
Броят на келтските заемки в английския е много по-малък от броя на заемките от латински и скандинавски произход. Със сигурност са идентифицирани не повече от дванайсет келтски заемки. От всички известни и предполагаеми келтски заемки най-много са географските имена, по-специално имена на реки.

## Диалекти
Картината на староанглийския става още по-усложнена от изобилието на диалекти. В староанглийския има четири главни диалекта: кентски, мерсийски, нортумбрийски и западносаксонски (уесекски). Всеки от тези диалекти е свързан със съответното независимо кралство на острова. От тях Нортумбрия и по-голямата част на Мерсия са завладени от викингите през IX век. Незавладяната част от Мерсия и кралство Кент, които успешно се защитават от викингите, се обединяват с Уесекс.
След процеса на обединение на различните англосаксонски кралства през 878 г. от Алфред Велики, рязко намалява значението на регионалните диалекти. Те обаче не изчезват, а продължават да съществуват в средноанглийския и в съвременния английски.
Огромно количество от достигналите до нас документи от англосаксонския период са написани на западносаксонски – диалектът на Уесекс (кралството на Алфред). След обединението възниква нужда от стандартизиране на езика, използван от администрацията, за да се намалят трудностите при управлението на по-отдалечените области на кралството. Документите се пишат на западносаксонски диалект. Алфред усърдно поддържа разпространението на местния народен език и довежда в своя регион множество преписвачи от Мерсия, за да записват устни предания. Дейността на католическата църква също е засегната, особено след като Алфред става инициатор на амбициозна програма за превод на религиозни материали на народния език. За да запазят покровителството му и да осигурят най-широко разпространение на преведените материали, монасите и свещениците, ангажирани в програмата, използват неговия диалект. Вероятно и самият Алфред превежда книги от латински на английски, сред които най-значителен е трактатът на папа Григорий I „Пастирски наставления“, своеобразно ръководство за свещеници.
Отчасти поради централизацията на властта, отчасти поради нашествията на викингите, писмени паметници на диалекти, различни от уесекския, почти липсват след унификацията на Алфред.

## Фонология и стандартизиран правопис
Първоначално на староанглийски се пише с руни (фудорк), но по-късно се преминава към латиница с няколко добавки: буквата йох (Ȝ ȝ), заета от ирландски; буквата ед (ð) и руническите букви торн (þ) и уин (ƿ). Също така се използва и знак за отбелязване на съюза 'и'; знак, подобен на числото седем ('7'); и знак за относителното местоимение 'þæt'; буквата торн с пресечна чертичка върху горната част на отвесната черта (''). Освен това понякога се използват хоризонтални чертички над буквите за гласни, съкращение за следващо 'm' или 'n'. По-долу се дава описание на звуковете в староанглийския, като се използват знаци от Международната фонетична азбука (IPA).

### Съгласни
- b: [b]
- c: без правило, или [tʃ] (меко), или [k] (твърдо), освен след 's' (вижте sc) или пред 'g' (вижте cg). В съвременността мекото 'c' понякога се пише с диакритичен знак с цел отбелязване на произношението, например: 'ċ', 'č' или 'ç'. В средата на пети век меко 'c' се развива в следните позиции: в началото на думата, когато се предшества от i; в средата на думата, когато след него има i или йот (т.е. /j/), или когато е предшествано от i или следвано от предна гласна. Обаче първоначалните условия, при които протича последвалата фонетична промяна, са твърде неясни. Например drencan 'drench' (мокря, накисвам), произлизащ от */drankjan/, е с меко 'c', но drincan 'drink' (пия), произлизащ от */drinkan/, е с твърдо 'c'. Подобно на това, swelc 'such' (такъв), произлизащо от */swalik/, е с меко 'c', но macian 'make' (правя), произлизащ от */makójan/, е с твърдо 'c'.
- cg: [dʒ]
- d: [d]
- ð/þ: в началото на думата, в края на думата и между гласна и беззвучна съгласна: [θ]; между две гласни или между гласна и звучна съгласна: [ð]. И двата знака се използват горе-долу като взаимозаменяеми (до известна степен има правило за избягване на ð в началото на думите, но то не е всеобщо спазвано). Много съвременни издания запазват използването на двата знака така, както се срещат в оригиналните ръкописи, но някои се опитват да нормализират правописа им по някакъв начин, например като използват само þ. Вижте също статията „Произношение на th в английския език“.
- ðð/þþ: [θː]
- f: в началото на думата, в края на думата и между гласна и беззвучна съгласна: [f]; между две гласни или между гласна и звучна съгласна: [v].
- ff: [fː]
- g: различно произношение, понякога без правило. Когато се пише двойно, винаги означава твърдо 'g' [g] (двойният мек вариант се пише cg). Когато следва носова съгласна, няма правило: чете се или [g], или [dʒ]. Тази разлика се определя от абсолютно същите правила, както разликата между меко и твърдо 'c'. Иначе, без правило, се чете или като палатално [j] или веларно [ɣ]. В късния староанглийски веларното [ɣ] в началото на думата преминава в [g]. Разграничаването между палаталните и веларните съгласни се развива около средата на V век – по същото време, когато се развива и разликата между мекото и твърдото 'c', но според различни правила, като в повече обкръжения настъпва палатализация. По-конкретно, палатални съгласни се развиват: в началото на думата, пред предна гласна, в края на думата, след предна гласна; в средата на думата, когато не е след или пред задна гласна. Тези правила все още вършат добра работа при определяне на произношението на староанглийските думи, въпреки че трябва да се направят някои уточнения, особено при слабите глаголи. В съвременността, за да се отбележи произношението на мекото 'g' [j], понякога то се пише като 'ġ' с диакритичен знак или като числото три ('3'), представляващо буквата йох (Ȝ ȝ), която не бива да се бърка с еж (Ʒ ʒ), подобно изглеждаща буква.
- h: в началото на думата или след съгласна: [h]; след задна гласна или дифтонг, започващ със задна гласна: [x]; след предна гласна или дифтонг, започващ с предна гласна: или [ç], или [x], като истинското произношение е неизвестно.
- k: [k] (рядко използвано)
- l: [l] вероятно веларизирано (като в съвременния английски) пред съгласна.
- m: [m]
- n: пред 'g' или 'c': [ŋ]; иначе [n].
- p: [p]
- q: [k] – Използвано пред 'u', представляващо съгласната [w], но рядко, то е характерно за средноанглийския. В староанглийския е предпочитано съчетанието 'cƿ' или със съвременен шрифт 'cw'.
- r: [r]; вероятно веларизирано [ɹ] (като в съвременния английски) пред съгласна.
- s: в началото на думата, в края на думата и между гласна и беззвучна съгласна: [s]; между две гласни или между гласна и звучна съгласна: [z].
- sc: [ʃ] или без правило [sk]. Обаче [ʃ] е далеч по-обичайно; [sk] се изговаря само в няколко думи, най-известната от които ascian 'to ask' (питам).
- ss: [sː]
- t: [t]
- ƿ (уин): [w], в съвременния шрифт е заменена с w.
- x: [ks]; според някои учени се изговаряла като 'hs'
- z: [ts] рядко използвана, понеже вместо нея обикновено е използвано 'ts', например 'bezt' срещу 'betst', изговаряно като [betst] (/бецт/) означаващо на съвременен английски 'best' (най-добър).

Двойните съгласни имат двойно по-голяма продължителност; 'ðð'/'þþ', 'ff' и 'ss' са дадени по-горе, само за да се покаже, че не може да се изговарят като единични съгласни.
Следват няколко съвета, които да ви помогнат да определите, дали 'c' или 'g' се изговаря твърдо (веларно) или меко (палатално). Ако се колебаете, приемете, че 'c' е твърдо, а 'g' е меко.
Правила за 'c' и 'g':
- В началото на думата или корена 'c' и 'g' са меки, когато след тях има 'i', 'ea' или 'eo'. ЗАБЕЛЕЖКА: В някои съвременни сродни думи това правило не е спазено, например, в западносаксонски ceald 'cold' (студен) и cealf 'calf' (теле) имат [tʃ], а в съвременния английски формите са от английския (Anglian) диалект, в който са cald и calf с [k]. В глаголите gievan 'give' (давам), forgietan 'forget' (прощавам) и beginnan 'begin' (започвам) и в техните производни, 'g' се изговаря като [j]. Съвременното [g] е получено под скандинавско влияние или по аналогия с формите в минало време, които съдържат [g].
- Когато 'c' или 'g' е последна съгласна в глаголната основа, тя е мека във всички форми на слабите глаголи от първо спрежение (въпреки 'an' в инфинитива); твърда е във всички форми на слабите глаголи от второ спрежение (въпреки 'ian' в инфинитива); обикновено е твърда при силните глаголи. ЗАБЕЛЕЖКА: При някои сродни съвременни глаголи това правило е нарушено: wyrcan и secan имат [tʃ], въпреки че в сродните им съвременни глаголи е [k]: 'work' и 'seek' (обаче сравнете 'beseech', произлязъл от същия глагол, от който и 'seek').
- Следвайте произношението на съвременните сродни думи, ако съществуват, освен при изключенията от горните две правила.
- В началото на думата 'c' и 'g' са твърди, ако след тях има съгласна, задна гласна или 'y'.

Правила за 'g', ако горните са неприложими:
- Приемете, че 'g' е меко, ако не е в непосредствено съседство на задна гласна ('a', 'o' или 'u').

Правила за 'c', ако горните са неприложими:
- В началото на думата 'c' обикновено е меко, ако след него има предна гласна (с изключение на 'é', която не е част от дифтонг, т.е. 'éa' или 'éo').
- Научете няколко широко употребявани думи, където 'c' е меко: swelc/swylc 'such' (такъв); hwelc/hwylc 'which' (кой, който); ǽlc 'each' (всеки); ic 'I' (аз); -lic '-ly' (окончание за наречие).
- В края на думата 'c' е твърдо, освен ако пред него няма 'i'.
- В средата на думата 'c' е твърдо, освен ако от едната му страна не е 'i', а от другата – предна гласна.

### Гласни
Чистите гласни и дифтонгите в староанглийски имат две степени на дължина. Въпреки че разликата първоначално не е отбелязвана, в осъвременения правопис дългите гласни се отбелязват или акутно (остро) ударение (както в тази статия), хоризонтална черта над буквата или двоеточие след буквата, а кратките гласни са без диакритични знаци.
Чисти гласни
- a: [a] или [ɒ] пред [n] в някои случаи (например 'land', която често се изговаря [lɒnd])
- á: [aː] или [ɑː]
- æ: [æ]
- ǽ: [æː] или [ɛː]
- e: [e] или [ɛ]
- é: [eː]
- i: [ɪ]
- í: [iː]
- o: [ɒ] или [ɔ]
- ó: [oː]
- u: [ʊ]
- ú: [uː]
- y: [ʏ]
- ý: [yː]

Дифтонги
- ea: [æa]
- éa: [æːa]
- eo: [eɒ] или [eɔ] или [ɛɒ] или [ɛɔ]
- éo: [eːɒ] или [eːɔ]
- ie: [ɪe] или [ɪɛ] или [ɪʏ]
- íe: [iːe] или [iːɛ] или [iːy]

## Староанглийска граматика

### Синтаксис
Синтаксисът на староанглийския като западногермански език до голяма степен има обща основа с холандския и немския. Староанглийският словоред не зависи от мястото на подлога (П), сказуемото (С) и допълнението (Д), т.е., не е словоред от типа „подлог – сказуемо – допълнение“ (ПСД), както в съвременния английски. Синтаксисът на староанглийското изречение може да бъде в една от следните форми: ПСД, сказуемо – подлог – допълнение (СПД) и допълнение – сказуемо – подлог (ДСП). Единственото твърдо правило е за сказуемото на второ място, както е в немския и холандския, т.е. изречението 'В града ние намерихме нещо за ядене' (на английски: in the town, we ate some food) би изглеждало 'В града намерихме ние нещо за ядене' (на английски: in the town, ate we some food) или 'В града намерихме нещо за ядене ние' (на английски: in the town, ate some food we). Този променлив словоред е обичаен за поезията в съвременния английски. В прозата на съвременния английски най-обичаен е словоредът ПСД. Словоредът става все по-малко гъвкав с течение на времето: колкото по-стар е даден текст на английски, толкова по-малка е вероятността словоредът да е фиксиран.
Словоредът в староанглийския се усложнява още повече от това, че предлозите могат да стоят след обстоятелството, въпреки че не са следлози, понеже те могат да стоят пред съществителното, което е обичайно за тях, например:
```
God cwæð him þus tó
(
букв.
) Господ каза него и така 
на

(
букв. на съвременен английски
) God said him thus 
to

т.е.
 И така, Господ му каза
```

### Глаголи
Глаголите в староанглийски се делят на силни и слаби. За подробности вижте германски слаб глагол и западногермански слаб глагол.

#### Силни глаголи
Силните глаголи използват германската форма на спрежение (при което се наблюдава аблаут). При тази форма на спрежение основата се променя при различните глаголни времена. Такива глаголи са се запазили в съвременния английски, например силни глаголи са: sing/ sang/ sung, swim/ swam/ swum, choose/ chose/ chosen и т.н. Променя се корена на глагола, а не неговото окончание. В староанглийски има седем основни спрежения силни глаголи; всяко спрежение има свой модел на промяна на корена, което е доста сложно за изучаващите староанглийски език.
Спреженията имат следните черти, отличаващи ги от инфинитивния корен:
1. iː + 1 съгласна.
2. eːo или uː + 1 съгласна.
3. Първоначално e + 2 съгласни (в писмения староанглийски вече не се среща).
4. e + 1 съгласна (обикновено l или r, плюс глагола brecan 'to break' (чупя)).
5. e + 1 съгласна (обикновено преградна или фрикативна).
6. a + 1 съгласна.
7. Без конкретно правило – първо и второ минало време имат еднакви основи (eː или eːo), а инфинитивът и миналото причастие имат същата основа.

| Промяна на основата при силните глаголи | Промяна на основата при силните глаголи | Промяна на основата при силните глаголи | Промяна на основата при силните глаголи | Промяна на основата при силните глаголи |
| Спрежение                               | Инфинитив                               | Първа основа, мин. време                | Втора основа, мин. време                | Минало причастие                        |
| --------------------------------------- | --------------------------------------- | --------------------------------------- | --------------------------------------- | --------------------------------------- |
| I                                       | í                                       | á                                       | i                                       | i                                       |
| II                                      | éo or ú                                 | éa                                      | u                                       | o                                       |
| III                                     | вижте таблицата по-долу                 | вижте таблицата по-долу                 | вижте таблицата по-долу                 | вижте таблицата по-долу                 |
| IV                                      | e                                       | æ                                       | ǽ                                       | o                                       |
| V                                       | e                                       | æ                                       | ǽ                                       | e                                       |
| VI                                      | a                                       | ó                                       | ó                                       | a                                       |
| VII                                     | –                                       | é or éo                                 | é or éo                                 | –                                       |

Първата основа на минало време (претерит) се използва за първо и трето лице единствено число минало време. Втората основа на минало време се използва във второ лице единствено число и във всички лица на множествено число минало време (както и в минало време на подчинително наклонение). При силните глаголи също така се проявява т.нар. и-преглас в основата във второ и трето лице единствено число сегашно време.
Трето спрежение претърпява толкова много фонетични промени, че едва се разпознава като отделно спрежение. Първо протича процес на дифтонгизация. Пред <h> и <r> + друга съгласна, <æ> преминава в <ea>, а <e> в <eo>. Също така, пред <l> + друга съгласна, същото се случва и с <æ>, но <e> остава непроменено (освен пред съчетанието <lh>).
Втората фонетична промяна протича под влияние на палаталните (меките) съгласни <g>, <c> и <sc>. Те променят предшестващите ги <e> и <æ> съответно в <ie> и <ea>.
При третата фонетична промяна <e> преминава в <i>, <æ> в <a>, а <o> в <u> пред назални съгласни.
Всички тези промени разделят трето спрежение на пет разреда:
1. e + две съгласни (с изключение на звукосъчетания, започващи с l).
2. eo + r или h + друга съгласна.
3. e + l + друга съгласна.
4. g, c или sc + ie + две съгласни.
5. i + назална съгласна + друга съгласна.

| Промени на основата в III спрежение | Промени на основата в III спрежение | Промени на основата в III спрежение | Промени на основата в III спрежение | Промени на основата в III спрежение |
| Разред                              | Инфинитив                           | Първа основа, мин. време            | Втора основа, мин. време            | Минало причастие                    |
| ----------------------------------- | ----------------------------------- | ----------------------------------- | ----------------------------------- | ----------------------------------- |
| a                                   | e                                   | æ                                   | u                                   | o                                   |
| b                                   | eo                                  | ea                                  | u                                   | o                                   |
| c                                   | e                                   | ea                                  | u                                   | o                                   |
| d                                   | ie                                  | ea                                  | u                                   | o                                   |
| e                                   | i                                   | a                                   | u                                   | u                                   |

Правилните силни глаголи се спряга в общи линии по един и същ начин, като главното различие започва в основната гласна. Спрежението на силните глаголи се представлява например от stelan 'to steal' (крада).
| Спрежение                             | Местоимение       | 'steal' (крада) |
| ------------------------------------- | ----------------- | --------------- |
| Инфинитиви                            | Инфинитиви        | stelan          |
| Инфинитиви                            | Инфинитиви        | tó stelanne     |
| Сегашно време изявително наклонение   |                   |                 |
| ic                                    | stele             |                 |
| þú                                    | stilst            |                 |
| hé/hit/héo                            | stilð             |                 |
| wé/gé/híe                             | stelaþ            |                 |
| Минало време изявително наклонение    | ic                | stæl            |
| Минало време изявително наклонение    | þú                | stæle           |
| Минало време изявително наклонение    | hé/hit/héo        | stæl            |
| Минало време изявително наклонение    | wé/gé/híe         | stælon          |
| Сегашно време подчинително наклонение | ic/þú/hé/hit/héo  | stele           |
| Сегашно време подчинително наклонение | wé/gé/híe         | stelen          |
| Минало време подчинително наклонение  | ic/þú/hé/hit/héo  | stǽle           |
| Минало време подчинително наклонение  | wé/gé/híe         | stǽlen          |
| Повелително наклонение                | Единствено число  | stel            |
| Повелително наклонение                | Множествено число | stelaþ          |
| Сегашно причастие                     | Сегашно причастие | stelende        |
| Минало причастие                      | Минало причастие  | stolen          |

#### Слаби глаголи
Слабите глаголи се образуват предимно чрез добавяне на окончания за минало време и причастията. Например, в съвременния английски: walk/walked или look/looked. Има само три различни спрежения слаби глаголи.
Тенденциите в езиковото развитие на английския през последните 1200 години дават изключително преимущество на слабите глаголи. В староанглийския, особено в ранния му период, силните глаголи са доминиращ вид глаголи. В съвременния английски има много повече слаби глаголи, отколкото силни. Някои глаголи, които първоначално са силни (например, help) стават слаби; повечето от глаголите, заети от чужди езици, са слаби; когато глаголите се образуват от съществителни (например „to scroll“ (навивам на руло) или „to water“ (мокря/ поливам с вода и т.н.)) се получават слаби глаголи. Освен това слабите глаголи се спрягат по-лесно, понеже имат по-малко на брой спрежения. Съчетанието на тези фактори довежда до драстично намаление на броя на силните глаголи, така че в съвременния английски слабите глаголи са доминиращ вид (въпреки че понякога слаб глагол може да се превърне в силен по аналогия, например: spit (плюя) или sneak (дебна), при които формите spat и snuck са образувани по аналогия, а не са наследени от староанглийски).
В староанглийски има три основни спрежения на слабите глаголи. В първо спрежение в корена настъпва и-преглас, а във второ спрежение – не. По-нататък е обяснено по-подробно трето спрежение.
При някои форми на глаголите от първо спрежение с кратък корен настъпва удвояване на крайните съгласни на основата. При глаголите на <r> то се проявява като <ri> или <rg>, където <i> и <g> се изговарят като [j]. Удвояването на <f> се проявява като <bb>, а на <g> като <cg>. При глаголите от първо спрежение може да се вмъкне епентетична гласна преди началната съгласна на окончанието.
Там където при глаголите от първо спрежение има удвояване, при глаголите от второ спрежение има <i> или <ig>, което е отделна сричка, изговаряна като [i]. Всички глаголи от втори спрежение имат вмъкната гласна <a> или <o>.
В таблицата по-долу е дадено спрежението на три глагола. Swebban 'to put to sleep' (приспивам) е глагол от първо спрежение, при който се появява удвояване и епентетична гласна. Hǽlan 'to heal' (церя, лекувам) е глагол от първо спрежение, при който не се появява нито удвояване, нито вмъкната гласна. Síðian 'to journey' (пътувам, пътешествам) е глагол от второ спрежение.
| Спрежение                             | Местоимение       | 'приспивам'  | 'лекувам'  | 'пътувам'   |
| ------------------------------------- | ----------------- | ------------ | ---------- | ----------- |
| Инфинитиви                            | Инфинитиви        | swebban      | hǽlan      | síðian      |
| Инфинитиви                            | Инфинитиви        | tó swebbanne | tó hǽlanne | tó síðianne |
| Сегашно време изявително наклонение   |                   |              |            |             |
| ic                                    | swebbe            | hǽle         | síðie      |             |
| þú                                    | swefest           | hǽlst        | síðast     |             |
| hé/hit/héo                            | swefeþ            | hǽlþ         | síðað      |             |
| wé/gé/híe                             | swebbaþ           | hǽlaþ        | síðiað     |             |
| Минало време изявително наклонение    | ic                | swefede      | hǽlde      | síðode      |
| Минало време изявително наклонение    | þú                | swefedest    | hǽldest    | síðodest    |
| Минало време изявително наклонение    | hé/hit/héo        | swefede      | hǽle       | síðode      |
| Минало време изявително наклонение    | wé/gé/híe         | swefedon     | hǽlon      | síðodon     |
| Сегашно време подчинително наклонение | ic/þú/hé/hit/héo  | swebbe       | hǽle       | síðie       |
| Сегашно време подчинително наклонение | wé/gé/híe         | swebben      | hǽlen      | síðien      |
| Минало време подчинително наклонение  | ic/þú/hé/hit/héo  | swefede      | hǽlde      | síðode      |
| Минало време подчинително наклонение  | wé/gé/híe         | swefeden     | hǽlden     | síðoden     |
| Повелително наклонение                | Единствено число  | swefe        | hǽl        | síða        |
| Повелително наклонение                | Множествено число | swebbaþ      | hǽlaþ      | síðiað      |
| Сегашно причастие                     | Сегашно причастие | swefende     | hǽlende    | síðiende    |
| Минало причастие                      | Минало причастие  | swefed       | hǽled      | síðod       |

През староанглийския период трето спрежение бива значително редуцирано – към него принадлежат само четири глагола: habban 'have' (имам), libban 'live' (живея), secgan 'say' (казвам) и hycgan 'think' (мисля). Всеки от тези глаголи е до голяма степен неправилен, въпреки че имат и общи черти.
| Спрежение                             | Местоимени        | 'имам'          | 'живея'            | 'казвам'       | 'мисля'         |
| ------------------------------------- | ----------------- | --------------- | ------------------ | -------------- | --------------- |
| Инфинитив                             | Инфинитив         | habban          | libban, lifgan     | secgan         | hycgan          |
| Сегашно време изявително наклонение   |                   |                 |                    |                |                 |
| ic                                    | hæbbe             | libbe, lifge    | secge              | hycge          |                 |
| þú                                    | hæfst, hafast     | lifast, leofast | segst, sagast      | hygst, hogast  |                 |
| hé/hit/héo                            | hæfð, hafað       | lifað, leofað   | segð, sagað        | hyg(e)d, hogað |                 |
| wé/gé/híe                             | habbaþ            | libbað          | secgaþ             | hycgað         |                 |
| Минало време изявително наклонение    | (всички лица)     | hæfde           | lifde, leofode     | sægde          | hog(o)de, hygde |
| Сегашно време подчинително наклонение | (всички лица)     | hæbbe           | libbe, lifge       | secge          | hycge           |
| Минало време подчинително наклонение  | (всички лица)     | hæfde           | lifde, leofode     | sægde          | hog(o)de, hygde |
| Повелително наклонение                | Единствено число  | hafa            | leofa              | sæge, saga     | hyge, hoga      |
| Повелително наклонение                | Множествено число | habbaþ          | libbaþ, lifgaþ     | secgaþ         | hycgaþ          |
| Сегашно причастие                     | Сегашно причастие | hæbbende        | libbende, lifgende | secgende       | hycgende        |
| Минало причастие                      | Минало причастие  | gehæfd          | gelifd             | gesægd         | gehogod         |

#### Неправилни глаголи
В староанглийски има още една група от четири глагола, които са неправилни. Това са глаголите willan 'will' (искам), dón 'to do' (правя), gán 'to go' (отивам) и sindon/ béon/ wesan 'to be' (съм). Тези четири глагола имат своя схема на спрежение, която значително се различава от всички други спрежения на глаголите. Това не е необичайно: тези глаголи са най-често използваните в езика и са много важни за значението на изреченията, в които се използват. Особените модели на спрежение или склонение са по-обичайни при важните думи от речника, отколкото при по-рядко използваните.
Dón 'to do' (правя), gán 'to go' (отивам) и willan 'will' (искам) се спряга по следния начин:
| Спрежение                             | Местоимение       | 'правя' | 'отивам' | 'искам'  |
| ------------------------------------- | ----------------- | ------- | -------- | -------- |
| Инфинитив                             | –                 | dón     | gán      | willan   |
| Сегашно време изявително наклонение   |                   |         |          |          |
| ic                                    | dó                | gá      | wille    |          |
| þú                                    | dést              | gǽst    | wilt     |          |
| hé/hit/héo                            | déð               | gǽð     | wile     |          |
| wé/gé/híe                             | dóð               | gáð     | willað   |          |
| Минало време изявително наклонение    |                   |         |          |          |
| ic/hé/hit/héo                         | dyde              | éode    | wolde    |          |
| þú                                    | dydest            | éodest  | woldest  |          |
| wé/gé/híe                             | dydon             | éodon   | woldon   |          |
| Сегашно време подчинително наклонение | (всички лица)     | dó      | gá       | wille    |
| Минало време подчинително наклонение  | (всички лица)     | dyde    | éode     | wolde    |
| Сегашно причастие                     | Сегашно причастие | dónde   | –        | willende |
| Минало причастие                      | Минало причастие  | gedón   | gegán    | –        |

Глаголът 'съм' на практика се състои от три различни основи:
| Спрежение                             | Местоимение       | Сегашна | Бъдеща | Минала  |
| ------------------------------------- | ----------------- | ------- | ------ | ------- |
| Инфинитив                             | –                 | sindon  | béon   | wesan   |
| Сегашно време изявително наклонение   |                   |         |        |         |
| ic                                    | eom               | béo     | wese   |         |
| þú                                    | eart              | bist    | wesst  |         |
| hé/hit/héo                            | is                | bið     | wes(t) |         |
| wé/gé/híe                             | sind(on)          | béoð    | wesað  |         |
| Минало време изявително наклонение    |                   |         |        |         |
| ic                                    | –                 | –       | wæs    |         |
| þú                                    | –                 | –       | wǽre   |         |
| hé/hit/héo                            | –                 | –       | wæs    |         |
| wé/gé/híe                             | –                 | –       | wǽron  |         |
| Сегашно време подчинително наклонение |                   |         |        |         |
| ic/þú/hé/hit/héo                      | síe               | béo     | wese   |         |
| wé/gé/híe                             | síen              | béon    | wesen  |         |
| Минало време подчинително наклонение  |                   |         |        |         |
| ic/þú/hé/hit/héo                      | –                 | –       | wǽre   |         |
| wé/gé/híe                             | –                 | –       | wǽren  |         |
| Повелително наклонение                |                   |         |        |         |
| (единствено число)                    | –                 | béo     | wes    |         |
| (множествено число)                   | –                 | béoð    | wesað  |         |
| Сегашно причастие                     | Сегашно причастие | –       | béonde | wesende |
| Минало причастие                      | Минало причастие  | –       | gebéon | –       |

Сегашните форми на wesan почти не се използват. Формите на béon обикновено се използват за изразяване на бъдещи действия. Съвременният английски глагол 'to be' е наследил формите си за сегашно време изявително наклонение от sindon, формите си за минало време изявително наклонение – от wesan, формите си за сегашно подчинително наклонение – от béon, формите си за минало време подчинително наклонение – от wesan, а формите си за повелително наклонение и причастие – от béon.

### Съществителни имена
Староанглийските съществителни се скланят, т.е. окончанието на съществителното се променя, за да изрази функцията си в изречението. В староанглийски има пет падежа: именителен, родителен, дателен, винителен и творителен.
- Именителният падеж означава подлога в изречението, например: se cyning 'the king' (кралят). Той също се използва и за пряко обръщение. Сказуемното определение също е в именителен падеж, например: Beowulf is min nama 'Beowulf is my name' (Беоулф е моето име).
- Винителният падеж означава прякото допълнение в изречението, например: Æþelbald lufode þone cyning 'Æþelbald loved the king' (Еделбалд обичаше своя крал), където Æþelbaldе подлогът, а cyning е допълнението. В староанглийски винителният падеж вече е започнал да се смесва с именителен; в множествено число изобщо не се различава, както и при съществителните от среден род.
- Родителният падеж означава притежание, например þæs cyninges scip 'the ship of the king' или 'the king’s ship' (корабът на краля). Той означава също така и част от цяло.
- Дателният падеж означава непрякото допълнение в изречението, например hringas þæm cyninge 'rings for the king' или 'rings to the king' (пръстени [предназначени] за краля). Също така, има няколко глагола, които изискват прякото допълнение да бъде в дателен, а не във винителен падеж.
- Творителният падеж означава оръдие или средство, използвано за постигане (осъществяване) на нещо, например: lifde sweorde, 'he lived by the sword' (живееше чрез (посредством) меча), където sweorde е форма за творителен падеж от sweord (меч). Още през староанглийския период обаче творителният падеж отпада от употреба и до голяма степен се смесва с дателния падеж. Само местоименията и силните прилагателни запазват отделни форми за творителен падеж.

Окончанията на падежите са различни за единствено (например hring 'пръстен') и за множествено число (например: hringas 'пръстени').
При съществителните в староанглийски е позната категорията род – мъжки, женски или среден. Съществителните в мъжки и среден род обикновено имат общи окончания. Съществителните от женски род имат отделни окончания. В множествено число не се прави разлика между родовете.
Освен това съществителните в староанглийски се делят на силни и слаби. Слабите съществителни имат собствени окончания. В общи линии склонението на слабите съществителни е по-лесно от това на силните, защото те са започнали да губят системата си на склонение. Обаче различните склонения на съществителните до голяма степен се припокриват: няма абсолютно разграничение между тях.

#### Силни съществителни
Следват падежните окончания на силните съществителни и примери за всеки род:
| Склонение на силните съществителни | Склонение на силните съществителни | Склонение на силните съществителни | Склонение на силните съществителни | Склонение на силните съществителни | Склонение на силните съществителни | Склонение на силните съществителни |
| Падеж                              | Мъжки род                          | Мъжки род                          | Среден род                         | Среден род                         | Женски род                         | Женски род                         |
| ---------------------------------- | ---------------------------------- | ---------------------------------- | ---------------------------------- | ---------------------------------- | ---------------------------------- | ---------------------------------- |
| Падеж                              | Единствено число                   | Множествено число                  | Единствено число                   | Множествено число                  | Единствено число                   | Множествено число                  |
| Именителен                         | –                                  | -as                                | –                                  | -u/–                               | -u/–                               | -a                                 |
| Винителен                          | –                                  | -as                                | –                                  | -u/–                               | -e                                 | -a, -e                             |
| Родителен                          | -es                                | -a                                 | -es                                | -a                                 | -e                                 | -a                                 |
| Дателен                            | -e                                 | -um                                | -e                                 | -um                                | -e                                 | -um                                |

Забележка за форми на '-u/–': Окончанието '-u' се използва при кратки едносрични корени или завършващи на една дълга сричка, следвана от кратка сричка, а корени, завършващи на дълга сричка или две кратки срички, нямат окончание (дългата сричка съдържа дълга гласна или завършва на две съгласни. Съществуват и няколко изключения, например съществителните от женски род, окончаващи на -þu като strengþu 'strength' (сила).
| Примери за склонение на силните съществителни от всеки род | Примери за склонение на силните съществителни от всеки род | Примери за склонение на силните съществителни от всеки род | Примери за склонение на силните съществителни от всеки род | Примери за склонение на силните съществителни от всеки род | Примери за склонение на силните съществителни от всеки род | Примери за склонение на силните съществителни от всеки род |
| Падеж                                                      | Мъжки род engel 'angel' (ангел)                            | Мъжки род engel 'angel' (ангел)                            | Среден род scip 'ship' (кораб)                             | Среден род scip 'ship' (кораб)                             | Feminine sorg 'sorrow' (скръб)                             | Feminine sorg 'sorrow' (скръб)                             |
| ---------------------------------------------------------- | ---------------------------------------------------------- | ---------------------------------------------------------- | ---------------------------------------------------------- | ---------------------------------------------------------- | ---------------------------------------------------------- | ---------------------------------------------------------- |
| Падеж                                                      | Единствено число                                           | Множествено число                                          | Единствено число                                           | Множествено число                                          | Единствено число                                           | Множествено число                                          |
| Именителен                                                 | engel                                                      | englas                                                     | scip                                                       | scipu                                                      | sorg                                                       | sorga                                                      |
| Винителен                                                  | engel                                                      | englas                                                     | scip                                                       | scipu                                                      | sorge                                                      | sorga/sorge                                                |
| Родителен                                                  | engles                                                     | engla                                                      | scipes                                                     | scipa                                                      | sorge                                                      | sorga                                                      |
| Дателен                                                    | engle                                                      | englum                                                     | scipe                                                      | scipum                                                     | sorge                                                      | sorgum                                                     |

Забележка: Наблюдава се изпадане на второто e в engel, когато следва окончание. Изпадане на гласна от втората сричка настъпва при двусрични силни съществителни, които имат дълга гласна в първата сричка, а втората сричка съдържа крака гласна и една съгласна (например: engel, wuldor 'glory' (слава) и héafod 'head' (глава)). Обаче това изпадане не се наблюдава винаги и могат да се открият форми като engelas.

#### Слаби съществителни
Следват падежните окончания на слабите съществителни и примери за всеки род:
| Склонение на слабите съществителни | Склонение на слабите съществителни | Склонение на слабите съществителни | Склонение на слабите съществителни | Склонение на слабите съществителни | Склонение на слабите съществителни | Склонение на слабите съществителни |
| Падеж                              | Мъжки род                          | Мъжки род                          | Среден род                         | Среден род                         | Женски род                         | Женски род                         |
| ---------------------------------- | ---------------------------------- | ---------------------------------- | ---------------------------------- | ---------------------------------- | ---------------------------------- | ---------------------------------- |
| Падеж                              | Единствено число                   | Множествено число                  | Единствено число                   | Множествено число                  | Единствено число                   | Множествено число                  |
| Именителен                         | -a                                 | -an                                | -e                                 | -an                                | -e                                 | -an                                |
| Винителен                          | -an                                | -an                                | -e                                 | -an                                | -an                                | -an                                |
| Родителен                          | -an                                | -ena                               | -an                                | -ena                               | -an                                | -ena                               |
| Дателен                            | -an                                | -um                                | -an                                | -um                                | -an                                | -um                                |

.
| Примери за склонение на слабите съществителни от всеки род | Примери за склонение на слабите съществителни от всеки род | Примери за склонение на слабите съществителни от всеки род | Примери за склонение на слабите съществителни от всеки род | Примери за склонение на слабите съществителни от всеки род | Примери за склонение на слабите съществителни от всеки род | Примери за склонение на слабите съществителни от всеки род |
| Падеж                                                      | Мъжки род nama 'name' (име)                                | Мъжки род nama 'name' (име)                                | Среден род éage 'eye' (око)                                | Среден род éage 'eye' (око)                                | Женски род tunge 'tongue' (език)                           | Женски род tunge 'tongue' (език)                           |
| ---------------------------------------------------------- | ---------------------------------------------------------- | ---------------------------------------------------------- | ---------------------------------------------------------- | ---------------------------------------------------------- | ---------------------------------------------------------- | ---------------------------------------------------------- |
| Падеж                                                      | Единствено число                                           | Множествено число                                          | Единствено число                                           | Множествено число                                          | Единствено число                                           | Множествено число                                          |
| Именителен                                                 | nama                                                       | naman                                                      | éage                                                       | éagan                                                      | tunge                                                      | tungan                                                     |
| Винителен                                                  | naman                                                      | naman                                                      | éage                                                       | éagan                                                      | tungan                                                     | tungan                                                     |
| Родителен                                                  | naman                                                      | namena                                                     | éagan                                                      | éagena                                                     | tungan                                                     | tungena                                                    |
| Дателен                                                    | naman                                                      | namum                                                      | éagan                                                      | éagum                                                      | tungan                                                     | tungum                                                     |

#### Неправилни силни съществителни
Съществителни от мъжки и среден род, чийто корен съдържа гласна кратко 'æ' и завършва на единична съгласна, в множествено число променят гласната в 'a':
| Dæg 'day' (ден) м.р. |                  |                   |
| Падеж                | Единствено число | Множествено число |
| Именителен           | dæg              | dagas             |
| Винителен            | dæg              | dagas             |
| Родителен            | dæges            | daga              |
| Дателен              | dæge             | dagum             |

Някои съществителни от мъжки и среден род окончават на -e в основната си форма. При скланяне те изпускат това -e и добавят нормални окончание. Съществителните от среден род на -e винаги имат -u в множествено число, дори когато кореновата гласна е дълга:
| Единствено число | Множествено число | Единствено число | Множествено число |        |
| Именителен       | ende              | endas            | stýle             | stýlu  |
| Винителен        | ende              | endas            | stýle             | stýlu  |
| Родителен        | endes             | enda             | stýles            | stýla  |
| Дателен          | ende              | endum            | stýle             | stýlum |

Съществителните, окончаващи на -h го губят, когато се добавя окончание, а за компенсация удължават гласната (това може да доведе и до съкращаване на окончанието):
| Примери за склонение на силни съществителни, окончаващи на -h | Примери за склонение на силни съществителни, окончаващи на -h | Примери за склонение на силни съществителни, окончаващи на -h | Примери за склонение на силни съществителни, окончаващи на -h | Примери за склонение на силни съществителни, окончаващи на -h | Примери за склонение на силни съществителни, окончаващи на -h | Примери за склонение на силни съществителни, окончаващи на -h |
| Падеж                                                         | Мъжки род mearh 'horse' (кон)                                 | Мъжки род mearh 'horse' (кон)                                 | Среден род feorh 'life' (живот)                               | Среден род feorh 'life' (живот)                               | Мъжки род scóh 'shoe' (обувка)                                | Мъжки род scóh 'shoe' (обувка)                                |
| ------------------------------------------------------------- | ------------------------------------------------------------- | ------------------------------------------------------------- | ------------------------------------------------------------- | ------------------------------------------------------------- | ------------------------------------------------------------- | ------------------------------------------------------------- |
| Падеж                                                         | Единствено число                                              | Множествено число                                             | Единствено число                                              | Множествено число                                             | Единствено число                                              | Множествено число                                             |
| Именителен                                                    | mearh                                                         | méares                                                        | feorh                                                         | feorh                                                         | scóh                                                          | scós                                                          |
| Винителен                                                     | mearh                                                         | méares                                                        | feorh                                                         | feorh                                                         | scóh                                                          | scós                                                          |
| Родителен                                                     | méares                                                        | méara                                                         | féores                                                        | féora                                                         | scós                                                          | scóna                                                         |
| Дателен                                                       | méare                                                         | méarum                                                        | féores                                                        | féorum                                                        | scó                                                           | scóm                                                          |

Съществителните, чиято основа окончава на -w го променят в -u или го изпускат в именителен падеж единствено число (разграничението '-u/–' зависи от теглото на сричката, както е описано в раздела за силните съществителни).
| Примери за склонение на силни съществителни, окончаващи на -w | Примери за склонение на силни съществителни, окончаващи на -w | Примери за склонение на силни съществителни, окончаващи на -w | Примери за склонение на силни съществителни, окончаващи на -w | Примери за склонение на силни съществителни, окончаващи на -w | Примери за склонение на силни съществителни, окончаващи на -w | Примери за склонение на силни съществителни, окончаващи на -w |
| Падеж                                                         | Среден род smeoru 'grease' (мас)                              | Среден род smeoru 'grease' (мас)                              | Женски род sinu 'sinew' (жила)                                | Женски род sinu 'sinew' (жила)                                | Женски род lǽs 'pasture' (паша)                               | Женски род lǽs 'pasture' (паша)                               |
| ------------------------------------------------------------- | ------------------------------------------------------------- | ------------------------------------------------------------- | ------------------------------------------------------------- | ------------------------------------------------------------- | ------------------------------------------------------------- | ------------------------------------------------------------- |
| Падеж                                                         | Единствено число                                              | Множествено число                                             | Единствено число                                              | Множествено число                                             | Единствено число                                              | Множествено число                                             |
| Именителен                                                    | smeoru                                                        | smeoru                                                        | sinu                                                          | sinwa                                                         | lǽs                                                           | lǽswa                                                         |
| Винителен                                                     | smeoru                                                        | smeoru                                                        | sinwe                                                         | sinwa, -e                                                     | lǽswe                                                         | lǽswa, -e                                                     |
| Родителен                                                     | smeorwes                                                      | smeorwa                                                       | sinwe                                                         | sinwa                                                         | lǽswe                                                         | lǽswa                                                         |
| Дателен                                                       | smeorwe                                                       | smeorwum                                                      | sinwe                                                         | sinwum                                                        | lǽswe                                                         | lǽswum                                                        |

Няколко съществителни се скланят по -u склонение, с напълно различни окончания. И двата примера по-долу са в мъжки род, въпреки че съществуват и съществителни от женски род със същите окончания (например: duru 'door' (врата) и hand 'hand' (ръка)). Разграничението '-u/–' зависи от теглото на сричката, както е описано в раздела за силните съществителни.
| Единствено число | Множествено число | Единствено число | Множествено число |        |
| Именителен       | sunu              | suna             | feld              | felda  |
| Винителен        | sunu              | suna             | feld              | felda  |
| Родителен        | suna              | suna             | felda             | felda  |
| Дателен          | suna              | sunum            | felda             | feldum |

Също така има и няколко съществителни от консонантно склонение, при които настъпва и-преглас в някои форми.
| Примери за склонение на силни съществителни, окончаващи на съгласна | Примери за склонение на силни съществителни, окончаващи на съгласна | Примери за склонение на силни съществителни, окончаващи на съгласна | Примери за склонение на силни съществителни, окончаващи на съгласна | Примери за склонение на силни съществителни, окончаващи на съгласна | Примери за склонение на силни съществителни, окончаващи на съгласна | Примери за склонение на силни съществителни, окончаващи на съгласна |
| Падеж                                                               | Мъжки род fót 'foot' (крак)                                         | Мъжки род fót 'foot' (крак)                                         | Женски род hnutu 'nut' (орех)                                       | Женски род hnutu 'nut' (орех)                                       | Женски род bóc 'book' (кига)                                        | Женски род bóc 'book' (кига)                                        |
| ------------------------------------------------------------------- | ------------------------------------------------------------------- | ------------------------------------------------------------------- | ------------------------------------------------------------------- | ------------------------------------------------------------------- | ------------------------------------------------------------------- | ------------------------------------------------------------------- |
| Падеж                                                               | Единствено число                                                    | Множествено число                                                   | Единствено число                                                    | Множествено число                                                   | Единствено число                                                    | Множествено число                                                   |
| Именителен                                                          | fót                                                                 | fét                                                                 | hnutu                                                               | hnyte                                                               | bóc                                                                 | béc                                                                 |
| Винителен                                                           | fót                                                                 | fét                                                                 | hnutu                                                               | hnyte                                                               | bóc                                                                 | béc                                                                 |
| Родителен                                                           | fótes                                                               | fóta                                                                | hnyte, hnute                                                        | hnuta                                                               | béc, bóce                                                           | bóca                                                                |
| Дателен                                                             | fóte                                                                | fótum                                                               | hnyte, hnute                                                        | hnutum                                                              | béc, bóc                                                            | bócum                                                               |

По-долу следват още няколко съществителни от този тип (дадени в именителен падеж единствено и множествено число):
Мъжки род: tóþ, téþ 'tooth' (зъб); mann, menn 'man' (човек); fréond, fríend 'friend' (приятел); féond, fíend 'enemy' (враг) (ср. 'fiend' (дявол))
Женски род: studu, styde 'post' (стълб) (cf. 'stud'); hnitu, hnite 'nit' (гнида); ác, ǽc 'oak' (дъб); gát, gǽt 'goat' (коза); bróc, bréc 'leg covering' (крачол) (ср. 'breeches'); gós, gés 'goose' (гъска); burg, byrg 'city' (град) (ср. немските градове на -burg); dung, ding 'prison' (затвор) (ср. 'dungeon' през френски и франкски); turf, tyrf 'turf' (торф); grút, grýt 'meal' (храна) (ср. 'grout'); lús, lýs 'louse' (въшка); mús, mýs 'mouse' (мишка); neaht, niht 'night' (нощ)
Женски род със загуба на -h в някои форми: furh, fyrh 'furrow' (бразда) или 'fir' (козина); sulh, sylh 'plough' (плуг); þrúh, þrýh 'корито'; wlóh, wléh 'fringe' (ресна, пискюл).
Женски род със съкращаване на окончанията: cú, cý 'cow' (крава) (ср. диалектно мн.ч. 'kine')

#### Членове на семейството
Съществителни за роднински връзки:
| Склонение на съществителни за роднински връзки | Склонение на съществителни за роднински връзки | Склонение на съществителни за роднински връзки | Склонение на съществителни за роднински връзки | Склонение на съществителни за роднински връзки | Склонение на съществителни за роднински връзки | Склонение на съществителни за роднински връзки | Склонение на съществителни за роднински връзки | Склонение на съществителни за роднински връзки | Склонение на съществителни за роднински връзки | Склонение на съществителни за роднински връзки |
| Падеж                                          | Мъжки род fæder 'father' (баща)                | Мъжки род fæder 'father' (баща)                | Мъжки род bróðor 'brother' (брат)              | Мъжки род bróðor 'brother' (брат)              | Женски род módor 'mother' (майка)              | Женски род módor 'mother' (майка)              | Женски род sweostor 'sister' (сестра)          | Женски род sweostor 'sister' (сестра)          | Женски род dohtor 'daughter' (дъщеря)          | Женски род dohtor 'daughter' (дъщеря)          |
| ---------------------------------------------- | ---------------------------------------------- | ---------------------------------------------- | ---------------------------------------------- | ---------------------------------------------- | ---------------------------------------------- | ---------------------------------------------- | ---------------------------------------------- | ---------------------------------------------- | ---------------------------------------------- | ---------------------------------------------- |
| Падеж                                          | Единствено число                               | Множествено число                              | Единствено число                               | Множествено число                              | Единствено число                               | Множествено число                              | Единствено число                               | Множествено число                              | Единствено число                               | Множествено число                              |
| Именителен                                     | fæder                                          | fæd(e)ras                                      | bróðor                                         | (ge)bróðor                                     | módor                                          | módra/módru                                    | sweostor                                       | (ge)sweostor, -tru, -tra                       | dohtor                                         | dohtor                                         |
| Винителен                                      | fæder                                          | fæd(e)ras                                      | bróðor                                         | (ge)bróðor                                     | módor                                          | módra/módru                                    | sweostor                                       | (ge)sweostor, -tru, -tra                       | dohtor                                         | dohtor                                         |
| Родителен                                      | fæder                                          | fæd(e)ra                                       | bróðor                                         | (ge)bróðra                                     | módor                                          | módra                                          | sweostor                                       | (ge)sweostra                                   | dohtor                                         | dohtra                                         |
| Дателен                                        | fæder                                          | fæderum                                        | bréðer                                         | (ge)bróðrum                                    | méder                                          | módrum                                         | sweostor                                       | (ge)sweostrum                                  | dehter                                         | dohtrum                                        |

#### Съществителни от среден род с -r в множествено число
| Lamb 'lamb' (агне) ср.р. |                  |                   |
| Падеж                    | Единствено число | Множоствено число |
| Именителен               | lamb             | lambru            |
| Винителен                | lamb             | lambru            |
| Родителен                | lambes           | lambra            |
| Дателен                  | lambe            | lambrum           |

Други такива съществителни: cealf, cealfru 'calf' (теле); ǽg, ǽru 'egg' (яйце) (формата 'egg' е заета от старонорвежки); cild 'child' (дете) има нормално множествено число cild или cildru (ср. 'children', с -en от слабите съществителни).

### Прилагателни
Прилагателните в староанглийски имат същите категории, както съществителните: пет падежа (именителен, винителен, родителен, дателен и творителен), три рода (мъжки, женски и среден) и две числа (единствено и множествено). Освен това те могат да бъдат скланяни или по силно, или по слабо склонение. Слабите форми се използват в присъствие на определителен член или на притежателно местоимение, докато силните се използват във всички останали случаи. Слабите форми са като формите на слабите съществителни, докато силните форми използват съчетание от окончание на съществително и местоимение:
| Силно склонение на прилагателните | Силно склонение на прилагателните | Силно склонение на прилагателните | Силно склонение на прилагателните | Силно склонение на прилагателните | Силно склонение на прилагателните | Силно склонение на прилагателните |
| Падеж                             | Мъжки род                         | Мъжки род                         | Среден род                        | Среден род                        | Женски род                        | Женски род                        |
| --------------------------------- | --------------------------------- | --------------------------------- | --------------------------------- | --------------------------------- | --------------------------------- | --------------------------------- |
| Падеж                             | Единствено число                  | Множествено число                 | Единствено число                  | Множествено число                 | Единствено число                  | Множествено число                 |
| Именителен                        | –                                 | -e                                | –                                 | -u/–                              | -u/–                              | -e, -a                            |
| Винителен                         | -ne                               | -e                                | –                                 | -u/–                              | -e                                | -e, -a                            |
| Родителен                         | -es                               | -ra                               | -es                               | -ra                               | -re                               | -ra                               |
| Дателен                           | -um                               | -um                               | -um                               | -um                               | -re                               | -um                               |
| Творителен                        | -e                                | -um                               | -e                                | -um                               | -re                               | -um                               |

За разграничаване на '-u/–' формите важат същите правила, както при силните съществителни.
| Пример за силно склонение на прилагателните: gód 'good' (добър) | Пример за силно склонение на прилагателните: gód 'good' (добър) | Пример за силно склонение на прилагателните: gód 'good' (добър) | Пример за силно склонение на прилагателните: gód 'good' (добър) | Пример за силно склонение на прилагателните: gód 'good' (добър) | Пример за силно склонение на прилагателните: gód 'good' (добър) | Пример за силно склонение на прилагателните: gód 'good' (добър) |
| Падеж                                                           | Мъжки род                                                       | Мъжки род                                                       | Среден род                                                      | Среден род                                                      | Женски род                                                      | Женски род                                                      |
| --------------------------------------------------------------- | --------------------------------------------------------------- | --------------------------------------------------------------- | --------------------------------------------------------------- | --------------------------------------------------------------- | --------------------------------------------------------------- | --------------------------------------------------------------- |
| Падеж                                                           | Единствено число                                                | Множествено число                                               | Единствено число                                                | Множествено число                                               | Единствено число                                                | Множествено число                                               |
| Именителен                                                      | gód                                                             | góde                                                            | gód                                                             | gód                                                             | gód                                                             | góde, -a                                                        |
| Винителен                                                       | gódne                                                           | góde                                                            | gód                                                             | gód                                                             | góde                                                            | góde, -a                                                        |
| Родителен                                                       | gódes                                                           | gódra                                                           | gódes                                                           | gódra                                                           | gódre                                                           | gódra                                                           |
| Дателен                                                         | gódum                                                           | gódum                                                           | gódum                                                           | gódum                                                           | gódre                                                           | gódum                                                           |
| Творителен                                                      | góde                                                            | gódum                                                           | góde                                                            | gódum                                                           | gódre                                                           | gódum                                                           |

.
| Пример за слабо склонение на прилагателните: gód 'good' (добър) | Пример за слабо склонение на прилагателните: gód 'good' (добър) | Пример за слабо склонение на прилагателните: gód 'good' (добър) | Пример за слабо склонение на прилагателните: gód 'good' (добър) | Пример за слабо склонение на прилагателните: gód 'good' (добър) | Пример за слабо склонение на прилагателните: gód 'good' (добър) | Пример за слабо склонение на прилагателните: gód 'good' (добър) |
| Падеж                                                           | Мъжки род                                                       | Мъжки род                                                       | Среден род                                                      | Среден род                                                      | Женски род                                                      | Женски род                                                      |
| --------------------------------------------------------------- | --------------------------------------------------------------- | --------------------------------------------------------------- | --------------------------------------------------------------- | --------------------------------------------------------------- | --------------------------------------------------------------- | --------------------------------------------------------------- |
| Падеж                                                           | Единствено число                                                | Множествено число                                               | Единствено число                                                | Множествено число                                               | Единствено число                                                | Множествено число                                               |
| Именителен                                                      | góda                                                            | gódan                                                           | góde                                                            | gódan                                                           | góde                                                            | gódan                                                           |
| Винителен                                                       | gódan                                                           | gódan                                                           | góde                                                            | gódan                                                           | gódan                                                           | gódan                                                           |
| Родителен                                                       | gódan                                                           | gódena                                                          | gódan                                                           | gódena                                                          | gódan                                                           | gódena                                                          |
| Дателен                                                         | gódan                                                           | gódum                                                           | gódan                                                           | gódum                                                           | gódan                                                           | gódum                                                           |
| Творителен                                                      | gódan                                                           | gódum                                                           | gódan                                                           | gódum                                                           | gódan                                                           | gódum                                                           |

Вариантите, описани при съществителните, съществуват и при прилагателните. Следният пример показва редуване æ/a и -u форми в женски род единствено число и среден род множествено число:
| Пример за силно склонение на прилагателните: glæd 'glad' (радостен) | Пример за силно склонение на прилагателните: glæd 'glad' (радостен) | Пример за силно склонение на прилагателните: glæd 'glad' (радостен) | Пример за силно склонение на прилагателните: glæd 'glad' (радостен) | Пример за силно склонение на прилагателните: glæd 'glad' (радостен) | Пример за силно склонение на прилагателните: glæd 'glad' (радостен) | Пример за силно склонение на прилагателните: glæd 'glad' (радостен) |
| Падеж                                                               | Мъжки род                                                           | Мъжки род                                                           | Среден род                                                          | Среден род                                                          | Женски род                                                          | Женски род                                                          |
| ------------------------------------------------------------------- | ------------------------------------------------------------------- | ------------------------------------------------------------------- | ------------------------------------------------------------------- | ------------------------------------------------------------------- | ------------------------------------------------------------------- | ------------------------------------------------------------------- |
| Падеж                                                               | Единствено число                                                    | Множествено число                                                   | Единствено число                                                    | Множествено число                                                   | Единствено число                                                    | Множествено число                                                   |
| Именителен                                                          | glæd                                                                | glade                                                               | glæd                                                                | gladu                                                               | gladu                                                               | glade                                                               |
| Винителен                                                           | glædne                                                              | glade                                                               | glæd                                                                | gladu                                                               | glade                                                               | glade                                                               |
| Родителен                                                           | glades                                                              | glædra                                                              | glades                                                              | glædra                                                              | glædre                                                              | glædra                                                              |
| Дателен                                                             | gladum                                                              | gladum                                                              | gladum                                                              | gladum                                                              | glædre                                                              | gladum                                                              |
| Творителен                                                          | glade                                                               | gladum                                                              | glade                                                               | gladum                                                              | glædre                                                              | gladum                                                              |

По-долу следва пример за прилагателно, окончаващо на -h:
| Пример за силно склонение на прилагателните: héah 'high' (висок) | Пример за силно склонение на прилагателните: héah 'high' (висок) | Пример за силно склонение на прилагателните: héah 'high' (висок) | Пример за силно склонение на прилагателните: héah 'high' (висок) | Пример за силно склонение на прилагателните: héah 'high' (висок) | Пример за силно склонение на прилагателните: héah 'high' (висок) | Пример за силно склонение на прилагателните: héah 'high' (висок) |
| Падеж                                                            | Мъжки род                                                        | Мъжки род                                                        | Среден род                                                       | Среден род                                                       | Женски род                                                       | Женски род                                                       |
| ---------------------------------------------------------------- | ---------------------------------------------------------------- | ---------------------------------------------------------------- | ---------------------------------------------------------------- | ---------------------------------------------------------------- | ---------------------------------------------------------------- | ---------------------------------------------------------------- |
| Падеж                                                            | Единствено число                                                 | Множествено число                                                | Единствено число                                                 | Множествено число                                                | Единствено число                                                 | Множествено число                                                |
| Именителен                                                       | héah                                                             | héa                                                              | héah                                                             | héa                                                              | héa                                                              | héa                                                              |
| Винителен                                                        | héane                                                            | héa                                                              | héah                                                             | héa                                                              | héa                                                              | héa                                                              |
| Родителен                                                        | héas                                                             | héara                                                            | héas                                                             | héara                                                            | héare                                                            | héara                                                            |
| Дателен                                                          | héam                                                             | héam                                                             | héam                                                             | héam                                                             | héare                                                            | héam                                                             |
| Творителен                                                       | héa                                                              | héam                                                             | héa                                                              | héam                                                             | héare                                                            | héam                                                             |

По-долу следва пример за прилагателно, окончаващо на -w:
| Пример за силно склонение на прилагателните: gearu 'ready' (готов) | Пример за силно склонение на прилагателните: gearu 'ready' (готов) | Пример за силно склонение на прилагателните: gearu 'ready' (готов) | Пример за силно склонение на прилагателните: gearu 'ready' (готов) | Пример за силно склонение на прилагателните: gearu 'ready' (готов) | Пример за силно склонение на прилагателните: gearu 'ready' (готов) | Пример за силно склонение на прилагателните: gearu 'ready' (готов) |
| Падеж                                                              | Мъжки род                                                          | Мъжки род                                                          | Среден род                                                         | Среден род                                                         | Женски род                                                         | Женски род                                                         |
| ------------------------------------------------------------------ | ------------------------------------------------------------------ | ------------------------------------------------------------------ | ------------------------------------------------------------------ | ------------------------------------------------------------------ | ------------------------------------------------------------------ | ------------------------------------------------------------------ |
| Падеж                                                              | Единствено число                                                   | Множествено число                                                  | Единствено число                                                   | Множествено число                                                  | Единствено число                                                   | Множествено число                                                  |
| Именителен                                                         | gearu                                                              | gearwe                                                             | gearu                                                              | gearu                                                              | gearu                                                              | gearwe                                                             |
| Винителен                                                          | gearone                                                            | gearwe                                                             | gearu                                                              | gearu                                                              | gearwe                                                             | gearwe                                                             |
| Родителен                                                          | gearwes                                                            | gearora                                                            | gearwes                                                            | gearora                                                            | gearore                                                            | gearora                                                            |
| Дателен                                                            | gearwum                                                            | gearwum                                                            | gearwum                                                            | gearwum                                                            | gearore                                                            | gearwum                                                            |
| Творителен                                                         | gearwe                                                             | gearwum                                                            | gearwe                                                             | gearwum                                                            | gearore                                                            | gearwum                                                            |

### Определители
В староанглийски има два основни определителя: se, който може да функционира и като определителен член ('the'), и като показателно местоимение ('that' онзи), и þes за показателно местоимение 'this' (този).
| Именителен | se      | þæt     | séo  | þá         |
| Винителен  | þone    | þæt     | þá   | þá         |
| Родителен  | þæs     | þæs     | þǽre | þára, þǽra |
| Дателен    | þǽm     | þǽm     | þǽre | þǽm, þám   |
| Творителен | þý, þon | þý, þon | –    | –          |

Показателното местоимение 'that' в съвременния английски произлиза от формата за именителен/ винителен падеж среден род единствено число, а определителният член 'the' от формата за именителен/ винителен падеж множествено число. От формата за именителен падеж женски род единствено число вероятно е произлязло съвременното лично местоимение за женски род в трето лице единствено число 'she' (тя).
| Именителен | þes    | þis    | þéos         | þás    |
| Винителен  | þisne  | þis    | þás          | þás    |
| Родителен  | þisses | þisses | þisse, þisre | þisra  |
| Дателен    | þissum | þissum | þisse, þisre | þissum |
| Творителен | þýs    | þýs    | –            | –      |

### Местоимения
Повечето местоимения в староанглийски се променят по число, падеж и род. В множествено число повечето местоимения имат само една форма за всички родове. Освен това местоименията в староанглийски пазят формите за двойствено число. В староанглийския период тези форми вече са необичайни, но все пак се използват.

### Лични местоимения
| Първо лице | Първо лице       | Първо лице        | Първо лице       |
| Падеж      | Единствено число | Множествено число | Двойствено число |
| ---------- | ---------------- | ----------------- | ---------------- |
| Именителен | ic, íc           | wé                | wit              |
| Винителен  | mec, mé          | úsic, ús          | uncit, unc       |
| Родителен  | mín              | úre               | uncer            |
| Дателен    | mé               | ús                | unc              |

.
| Второ лице | Второ лице       | Второ лице        | Второ лице       |
| Падеж      | Единствено число | Множествено число | Двойствено число |
| ---------- | ---------------- | ----------------- | ---------------- |
| Именителен | þú               | gé                | git              |
| Винителен  | þéc, þé          | éowic, éow        | incit, inc       |
| Родителен  | þin              | éower             | incer            |
| Дателен    | þe               | éow               | inc              |

.
| Трето лице | Трето лице                     | Трето лице             | Трето лице       |
| Падеж      | Единствено число               | Множествено число      | Двойствено число |
| ---------- | ------------------------------ | ---------------------- | ---------------- |
| Именителен | hé м.р., héo ж.р., hit ср.р.   | hié м.р., héo ср.р.    | –                |
| Винителен  | hine м.р., híe ж.р., hit ср.р. | hié м.р., hío ж.р.     | –                |
| Родителен  | his м.р., hire ж.р., his ср.р. | hiera м.р., heora ж.р. | –                |
| Дателен    | him м.р., hire ж.р., him ср.р. | him                    | –                |

Много от горните форми имат голяма прилика с еквивалентите си в съвременния английски: например формата за родителен падеж éower става „your“, úre става „our“, mín става „mine“.

### Предлози
Предлозите в староанглийски (като by, for и with в съвременния английски) често се поставят след думата, която управляват, поради което в тези случаи биват наричани следлози. Предлозите са неизменяеми.

## Пример
Този текст е от епичната поема Беоулф.
| Ред   | Оригинал                                        | Превод на съвременен английски                                | Превод на български                                               |
| [332] | oretmecgas æfter æþelum frægn:                  | …asked the warriors of their lineage:                         | …(попита) войните:                                                |
| [333] | „Hwanon ferigeað ge fætte scyldas,              | „Whence do you carry ornate shields,                          | „Откъде носите украсените щитове,                                 |
| [334] | græge syrcan ond grimhelmas,                    | Grey mail-shirts and masked helms,                            | сивите ризници и шлемовете с маски,                               |
| [335] | heresceafta heap? Ic eom Hroðgares              | A multitude of spears? I am Hrothgar's                        | множеството копия?“ „Аз съм на Хродгар                            |
| [336] | ar ond ombiht. Ne seah ic elþeodige             | herald and officer. I have never seen, of foreigners,         | вестител и служител. Не съм видял сред чужденците,                |
| [337] | þus manige men modiglicran,                     | So many men, of braver bearing,                               | толкова много мъже с по-храбро държание.                          |
| [338] | Wen ic þæt ge for wlenco, nalles for wræcsiðum, | I know that out of daring, by no means in exile,              | Аз знам, че от смелост, по никакъв начин за убежище,              |
| [339] | ac for higeþrymmum Hroðgar sohton."             | But for greatness of heart, you have sought Hrothgar."        | а за големи подвизи, потърсихте Хродгар”.                         |
| [340] | Him þa ellenrof andswarode,                     | To him, thus, bravely, it was answered,                       | И така, отговаряйки му храбро,                                    |
| [341] | wlanc Wedera leod, word æfter spræc,            | By the proud Geatish chief, who these words thereafter spoke, | гордият готски вожд, каза след това тези думи,                    |
| [342] | heard under helme: "We synt Higelaces           | Hard under helm: "We are Hygelac's                            | твърд под шлема: „Ние сме на Хигелак                              |
| [343] | beodgeneatas; Beowulf is min nama.              | Table-companions. Beowulf is my name.                         | най-близки съратници. Беоулф е моето име.                         |
| [344] | Wille ic asecgan sunu Healfdenes,               | I wish to declare to the son of Healfdene                     | Искам да разкажа пред сина на Халфдан,                            |
| [345] | mærum þeodne, min ærende,                       | To the renowned prince, my mission,                           | на прославения принц, за моята мисия,                             |
| [346] | aldre þinum, gif he us geunnan wile             | To your lord, if he will grant us                             | на вашия господар, ако той ни окаже милост                        |
| [347] | þæt we hine swa godne gretan moton."            | that we might be allowed to address him, he who is so good."  | и ни допусне да се обърнем към него, той, който е толкова добър”. |
| [348] | Wulfgar maþelode (þæt wæs Wendla leod;          | Wulfgar Spoke – that was a Vendel chief;                      | Вулфгар рече (това беше вожд на венделите;                        |
| [349] | his modsefa manegum gecyðed,                    | His character was to many known                               | неговият характер беше познат на мнозина,                         |
| [350] | wig ond wisdom): "Ic þæs wine Deniga,           | His war-prowess and wisdom – "I, of him, friend of Danes,     | неговото мъжество и мъдрост) „Него, приятеля на датчаните,        |
| [351] | frean Scildinga, frinan wille,                  | the Scyldings' lord, will ask,                                | господаря на Скилдинг, аз ще попитам,                             |
| [352] | beaga bryttan, swa þu bena eart,                | Of the ring bestower, as you request,                         | дарителя на пръстени, както поискахте,                            |
| [353] | þeoden mærne, ymb þinne sið,                    | Of that renowned prince, concerning your venture,             | този прочут принц, за вашето опасно начинание,                    |
| [354] | ond þe þa ondsware ædre gecyðan                 | And will swiftly provide you the answer                       | и бързо ще ви дам отговора,                                       |
| [355] | ðe me se goda agifan þenceð."                   | That the great one sees fit to give me."                      | който великият смята за подходящ да ми даде”.                     |